# Luc Prévot
Pour les articles homonymes, voir Prévot.
Luc Prévot, né le 22 février 1966, est un rameur d'aviron français.

## Palmarès

### Championnats du monde
- 1996 à Motherwell
  -  Médaille d'or en deux avec barreur[2]